# L'Homme sauvage

L'Homme sauvage (The Stalking Moon) est un film américain réalisé en 1968 par Robert Mulligan, avec Gregory Peck et Eva Marie Saint.

## Synopsis
Après avoir passé 15 ans dans la cavalerie comme éclaireur, Sam Varner accomplit sa dernière mission avant de quitter l'armée. Il participe à la poursuite d'un groupe d'Apaches qui viennent de quitter leur réserve. Parmi les indiens capturés, les soldats découvrent une femme blanche, Sarah Carver, serrant précieusement contre elle son fils métis de huit ans. Elle est trop effrayée pour dire plus que son nom, mais les militaires se souviennent que neuf ans plus tôt, la famille Carver était tombée dans une embuscade et avait été massacrée... Sarah Carver exprime le désir de quitter au plus vite la petite troupe de soldats sans attendre une escorte; Sam Varner finit par accepter de l'emmener avec son fils jusqu'au relais de diligence. L'enfant s'enfuit pendant la nuit. Sam et Sarah partent à sa recherche, quand ils le ramènent au relais, ils trouvent les occupants massacrés. Sarah révèle alors que l'enfant est le fils de Salvaje, le chef indien rebelle , qui cherchera à le récupérer  à tout prix. Sam emmènera la femme (avec son accord) et l'enfant dans son ranch du Nouveau-Mexique, une vie de famille commence à se construire, mais Sam devra affronter Salvage. La force du film tient entre autres à la présence menaçante et quasi invisible, invincible de Salvage.

## Fiche technique
- Titre original : The Stalking Moon
- Réalisation : Robert Mulligan
- Scénario : Alvin Sargent et Wendell Mayes, d'après le roman de Thoedore V. Olsen
- Production : National General Pictures (en) - Alan J. Pakula/Mulligan production
- Directeur de la photographie : Charles Lang
- Direction artistique : Roland Anderson et Jack Poplin
- Décors de plateau : Frank Tuttle
- Musique : Fred Karlin
- Montage : Aaron Stell
- Genre : western
- Durée : 104 minutes
- Sortie aux États-Unis le 25 décembre 1968
- Source : VHS

## Distribution
- Gregory Peck (VF : Jacques Berthier) : Sam Varner
- Eva Marie Saint : Sarah Carver
- Robert Forster (VF : Marc de Georgi) : Nick Tana
- Noland Clay : le garçon
- Nathaniel Narcisco : Salvaje
- Russell Thorson : Ned
- Frank Silvera (VF : Yves Brainville) : major
- Charles Tyner : Dace
- Lonny Chapman : Purdue
- Joaquín Martínez : Julio
- Lou Frizzell (VF : Claude Joseph) : le chef de gare